# عادلة بيهم الجزائري
عادلة بيهم ناشطة نسائية سورية من مواليد دمشق عام 1900 ميلادي، لقبت بأميرة الرائدات العربيات في القرن العشرين.

عادلة بيهم

«عادلة بيهم الجزائري» التي تطوعت في خدمة المحتاجين، وكتبت للمثقفين، وقادت المتنورات فكانت رائدة لنضالهن في سبيل الحصول على كامل حقوقهن في مجتمعٍ يميل إلى الذكور على حساب الإناث.
سبقت السيدة عادلة بيهم الجزائري عصرها في التحرر والانفتاح، حيث سعت إلى مجتمع يتطلع نحو الأفضل، ويسعى للحاق بالركب العالمي بعد سنوات طويلة من القهر والتخلف والفقر والاستعمار.

## حياتها الشخصية
ولدت «عادلة بيهم» عام 1900م، نشأت وتلقت علومها في معهد «الدياكونيز» الألماني، درست علوم الدين على يد العلامة الشيخ «عبد الله البستاني» صاحب المعجم الشهير«البستان» وهذا ما منحها لغة عربية أصيلة، أمنت لها النشأة برفقة الزوج المتفهم أجواءً ساعدتها في المضي في طريق النضال على جبهات عدة.
تزوجت «عادلة» وهي ابنة /17/ ربيعاً عام 1917م، واستقرت في دمشق وأنجبت ولدين «أمل وزين العابدين»؛ إلا أن الارتباط لم يمنعها من المشاركة في مقاومة الاستعمار الفرنسي فخرجت في المظاهرات المناهضة للاستعمار عام 1925، ودعمت من خلال الجمعيات السرية حركة المقاومة بكل الأشكال المتاحة، مما دفعها إلى تشكيل لجنة خاصة بمساعدة أسر الثوار.

## تاريخها
«تاريخ «عادلة بيهم» النضالي بدأ باكراً جداً، عندما اندفعت هذه الصبية ذات الستة عشر عاماً كمتطوعة لخدمة المنكوبين تقدم لهم الغذاء والدواء والكساء، وانخرطت في مجتمع أنهكه الانحطاط والاستبداد، عبر الجمعيات السرية لتنادي بالعروبة والاستقلال؛ كان منهجها في الحياة والتفكير في سنّ مبكرة، الشعور العربي القومي التحرري، وذلك استجابة تلقائية لعوامل تفاعلت في نفسها وانفعلت لها انفعال البيئة التي تكتنفها والمجتمع الذي تعيش فيه.
وقعت مقالاتها باسم «الفتاة العربية» في جريدتي المفيد والفتى العربي، وترأست عام 1916 لجنة تشرف على دار الصناعة، لتشارك في تقديم وجبات مجانية لحوالي 1800 عاملة يعملن في صناعات عدة كالنسيج والغزل والأشغال اليدوية. استعملت اسمها المستعار بعد تأسيس جمعية يقظة الفتاة العربية بهدف نشر الوعي القومي بين صفوف النساء، وذلك بواسطة نشر العلم بين أفراد الطبقات متوسطة ومحدودة الدخل، سارعت مع قريناتها بين عامي 1918-1920 للتأكيد على المطالبة بالاستقلال ورفض الوصاية والانتداب.

## إنجازاتها
أسست مع زميلاتها جمعية يقظة المرأة الشامية عام 1927 التي هدفت إلى تشجيع عمل النساء في الريف وإحياء وتنظيم الصناعات اليدوية التقليدية، أسهمت عام 1928 في تأسيس جمعية دوحة الأدب، في اجتماع حاشد في المجمع العلمي العربي، حيث وضعت أهداف هذه الجمعية اللبنة الأولى لإشراك المرأة في الحياة العامة، وبخاصة في النضال الوطني، وترجمت ذلك بإحداث مدرسة لتنشئة الفتيات تنشئة تعتمد على روح تقدمية للقومية العربية، لم يستسغ المستعمر الفرنسي الفكرة، فامتنع عن الترخيص لها، في عام 1931 افتتحت المدرسة أبوابها دون ترخيص.
تداعت عام 1933 ثلاث جمعيات لإطلاق نواة الاتحاد النسائي العربي السوري؛ وانتخبت السيدة «عادلة بيهم» رئيسة له، ليكون الثاني في المنطقة بعد الاتحاد النسائي المصري 1923 بقيادة «هدى شعراوي» التي خلعت النقاب عن وجهها علناً.
اجتمعت السيدة بيهم عام 1934 بالموسيقي السوري «عمر البطش» في حلب، ودعته لتدريب بعض طالبات «دوحة الأدب» رقص السماح، الأمر الذي كان له دوره في الحفاظ على هذا اللون التقليدي من الفن.
كذلك استطاعت السيدة بيهم من الانتقال بالاتحاد النسائي نقلة نوعية من خلال المشاركة في إضراب 1936 وذلك احتجاجاً على شروط المعاهدة المبرمة بين الحكومتين السورية والفرنسية.
لتأتي الخطوة الأهم وهي مشاركة الاتحاد النسائي السوري عام 1937 في التنمية عن طريق إطلاق مشروع إنعاش القرى ومكافحة الأمية في مركز جديدة عرطوز غربي دمشق؛ وبعد مضي عامين حققت السيدة بيهم نقلة أخرى حين لبت دعوة السيدة هدى شعراوي بحضور ثلاثين عضوا للمشاركة بالمؤتمر النسائي الفلسطيني الذي عقد في القاهرة عام 1938، وذلك لدراسة الخطر الصهيوني على القضية العربية والوطن العربي. مما أسهم في تجمع القوى النسائية في العمل العام.

عادلة بيهم في لقاء مع عبد الناصر

وكللت جهودها بالنجاح عام 1944 عند انضمام عدة جمعيات مهمة إلى الاتحاد النسائي، وعليه ضم الاتحاد كل من الجمعيات التالية: النادي النسائي الأدبي؛ نقطة الحليب؛ يقظة المرأة الشامية؛ خريجات دور المعلمين؛ دوحة الأدب؛ الندوة الثقافية النسائية؛ الإسعاف العام النسائي؛ المبرة النسائية؛ الجمعية الثقافية الاجتماعية، وهو الانضمام الطوعي الأوسع في تاريخ الحركة النسائية في سورية، ونظراً لجهود السيدة عادلة بيهم الجزائري تم انتخابها لرئاسة الاتحاد وظلت في هذا المنصب حتى عام 1967.
شاركت السيدة «بيهم الجزائري» في الاجتماع الذي دعت إليه السيدة «هدى شعراوي» لمناقشة المستجدات على الساحة العربية؛ وكانت تلك المرة الأولى التي يتم فيها طرح ومناقشة قضايا المرأة العربية في مؤتمر بهذه المشاركة؛ حيث أعلن عن تأسيس أول اتحاد نسائي عربي عام؛ وكانت السيدة بيهم الجزائري من الموقعين على وثائق تأسيسه.
استنفر الاتحاد النسائي برئاسة السيدة بيهم الجزائري عام 1948 قواه لدعم جيش الإنقاذ، فقدم لباساً كاملاً لثلاثة آلاف متطوع، وأمن الغذاء والكساء للنازحين الفلسطينيين الذين وصلوا دمشق.
شارك الاتحاد النسائي السوري برئاسة السيدة بيهم الجزائري عام 1949 في المؤتمر النسائي العربي العام، وفي المؤتمر النسائي الدولي الذي عقد للمرة الأولى في بيروت، كذلك انتدبت من الاتحاد لتمثيل سورية في لجنة حقوق المرأة التابعة للأمم المتحدة، كذلك أسهمت في دعم منح المرأة السورية حق الانتخاب، ليشارك الاتحاد في دعم هذه الخطوة عبر حملة واسعة النطاق في أحياء دمشق لتشجيع النساء على المشاركة في التصويت.
وما إن صدر مرسوم حق التصويت في انتخاب عام للجمعية التأسيسية - وهو حق يشترط نيل المرأة للشهادة الابتدائية وما فوق - حتى انطلقت على رأس الجمعيات النسائية التي شكلتها أو شاركت في تأسيسها تطوف في أحياء دمشق لحث النساء على ممارسة حقهن في الاقتراع.
ترأست السيدة بيهم الجزائري عام 1956 وفد الاتحاد النسائي السوري في حلقة دراسية أقامتها لجنة حقوق المرأة التابعة للأمم المتحدة في موسكو؛ انتخبت عام 1960 رئيسة للجنة التحضيرية للمؤتمر النسائي الآسيوي- الأفريقي الذي انقد عام 1961.
انتقلت مهمة التشريع في سورية إلى المجلس الوطني للثورة عام 1963 بموجب المرسوم رقم 68؛ وكانت السيدة بيهم الجزائري عضواً فيه لتحضر عام 1966 المؤتمر السادس للاتحاد النسائي العربي العام في القاهرة.
انتخبت عام 1970 رئيسة فخرية للاتحاد النسائي في سورية، وفي الثالث من كانون الثاني عام 1975 انتقلت السيدة عادلة بيهم الجزائري إلى بارئها عن عمر يناهز الخامسة والسبعين عاماً قضتها في النضال من أجل تحرر المرأة السورية والعربية ومشاركتها في قضايا مجتمعاتها.

## رفيقات الدرب
من رفيقات درب عادلة بيهم الجزائري ابنتها السيدة «أمل جزائري هواش» التي رافقتها في نشاطاتها ومسيرتها وكانت مساعدتها في المجالات كافة، والمناضلة «نازك العابد» التي حاربت ضد الاحتلال العثماني والانتداب الفرنسي، إلى جانب عدد كبير من السيدات المناضلات المتنورات اللواتي وضعن أولى لبنات تحرر المرأة السورية، من أمثال «بديعة أورفلي، جيهان الموصلي، نهلة وصفي الجابي، ريمة كرد علي العظمة، فلك دياب، سعاد حلبي، نعمة دياب، قمر قزعون شورى، جيهان دياب، والأديبة ألفة عمر باشا الإدلبي».

## جوائز وتكريمات
منحت السيدة عادلة بيهم الجزائري وسام الاستحقاق السوري من الدرجة الممتازة تقديراً لجهودها عام 1975 بمناسبة العام الدولي للمرأة؛ إلا أن المنية لم تمهلها لتسلم الوسام، فتسلمته نيابة عنها ابنتها وشريكتها في النضال الاجتماعي السيدة أمل الجزائري هواش خلال الحفل التأبيني الكبير، الذي أقامه الاتحاد النسائي لها على مدرج جامعة دمشق بمناسبة مرور أربعين يوماً على وفاتها.
وتخليداً لذكرى – مؤسسة الاتحاد النسائي السوري - أطلق اسمها (عادلة بيهم الجزائري) على ثانوية للبنات في منطقة المرابط في حي المهاجرين.

## وصلات خارجية
- شام نيوز - عادلة بيهم عميدة النهضة النسوية السورية